# Vanguardia ucraniana

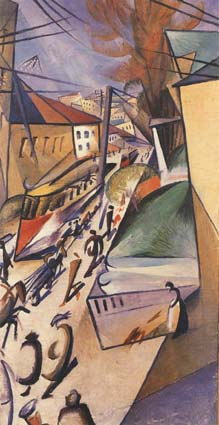
Tranvía, Alexander Bogomazov (1914)

Vanguardia ucraniana es el movimiento de vanguardia en el arte ucraniano desde finales de la década de 1890 hasta mediados de la década de 1930, junto con artistas asociados en escultura, pintura, literatura, cine, teatro, diseño escenográfico, gráficos, música y arquitectura. Algunos artistas de vanguardia ucranianos conocidos incluyen: Kazimir Malévich, Oleksandr Arjípenko, Vladímir Tatlin, Sonia Delaunay, Vasil Yermilov, Alexander Bogomazov, Aleksandra Ekster, David Burliuk, Vadim Meller y Anatol Petritski. Todos estaban estrechamente vinculados a las ciudades ucranianas de Kiev, Járkov, Leópolis y Odesa por nacimiento, educación, idioma, tradiciones nacionales o identidad. Dado que se originó cuando Ucrania era parte del Imperio ruso, la vanguardia ucraniana ha sido comúnmente agrupada por los críticos dentro del movimiento de  vanguardia ruso .
El primer grupo artístico formal ucraniano que se autodenominó "vanguardista" se fundó en Járkov en 1925. El término vanguardia ucraniana, referido a la pintura y la escultura en el período de la censura soviética, fue utilizado durante el debate en la exposición "El sueño de Tatlin", comisariada por el historiador de arte parisino Andréi Nakov en Londres (1973), que mostró obras de los artistas ucranianos Vasil Yermilov y Alexander Bogomazov. Las primeras exposiciones internacionales de vanguardia en Ucrania, que incluyeron artistas franceses, italianos, ucranianos y rusos, se presentaron en Odesa y en el salón Izdebsky de Kiev; las piezas se exhibieron posteriormente en San Petersburgo y Riga. La portada del "Salón Izdebsky 2" (1910-11) contenía obras abstractas de Vasili Kandinski.

## Cronología

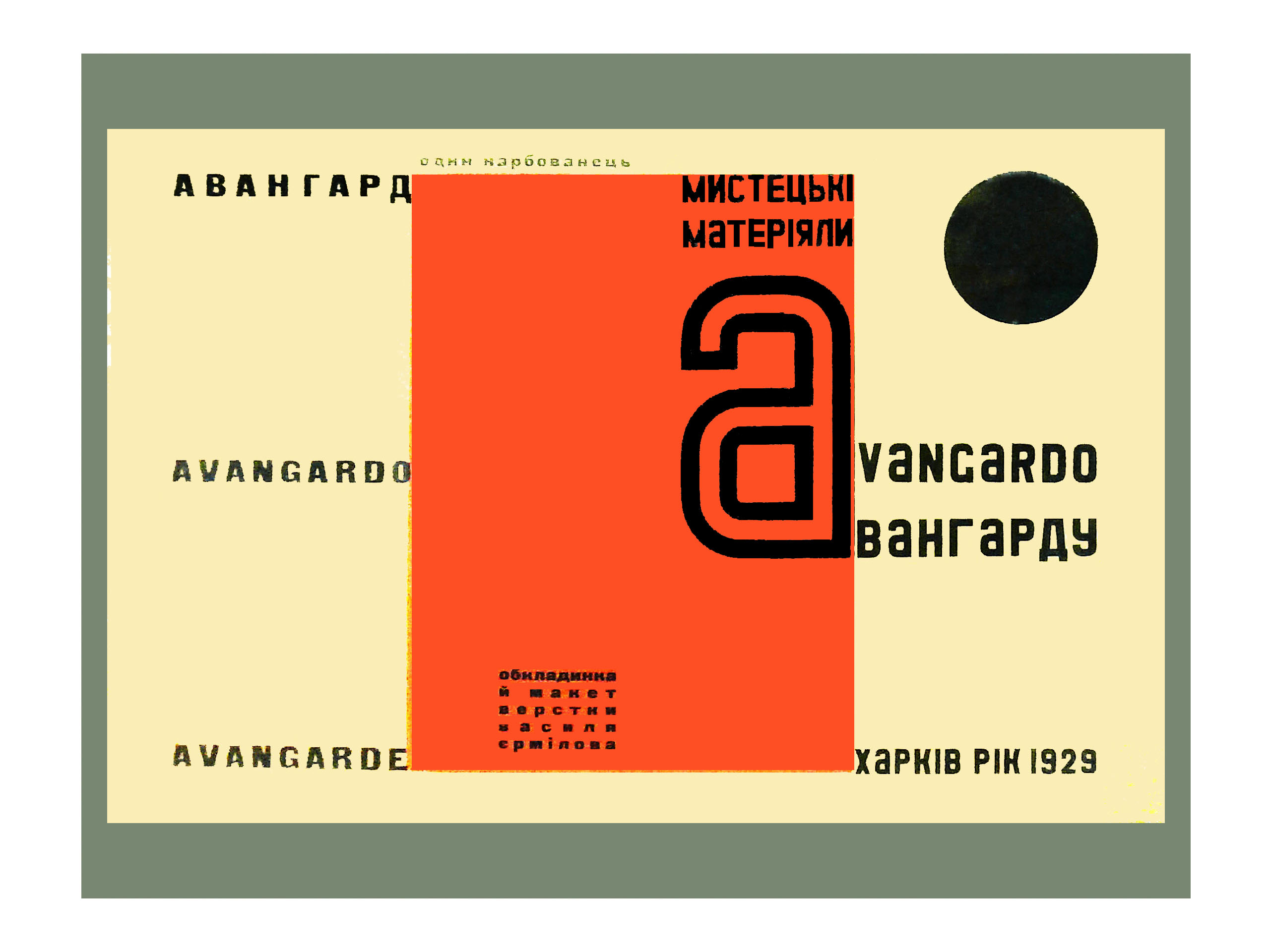
Portada de la revista Avangarde (1929) de Vasil Yermilov

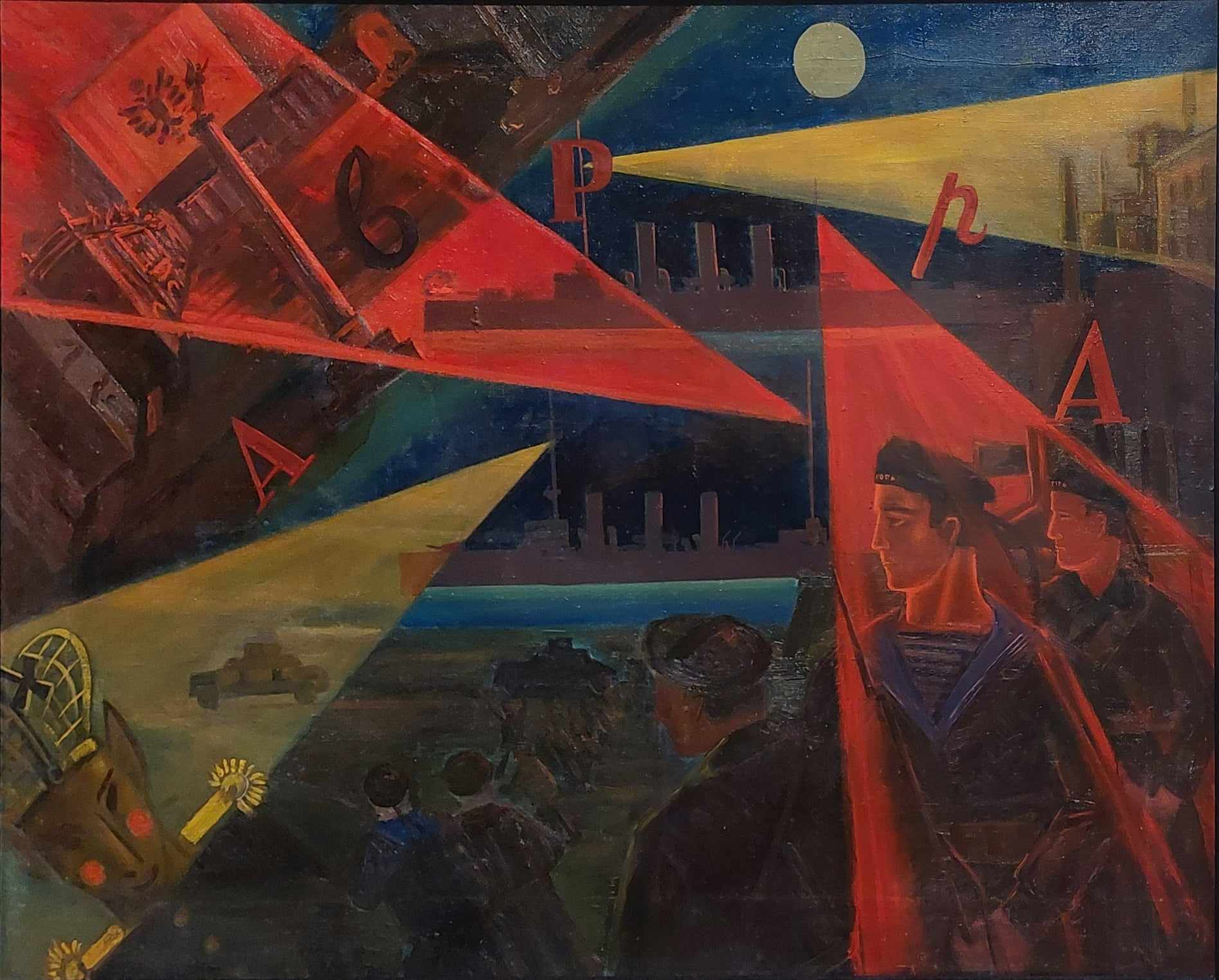
El derrocamiento de la autocracia

- 1908 : Exposición Zveno en Kiev; obras de Alexandra Exter, David Burliuk, Vladimir Burliuk, Yevgeni Agafonov y Volodímir Denisov .
- 1909 : "Lirio azul" en Járkov; obras de Eugene Agafonov, Maria Sinyakova y Vasil Yermilov .
- 1910 : Exposición "Salón Izdebsky 2" en Odesa y Kiev ; obras de Alexandra Exter, David y Vladímir Burliuk y Vasili Kandinski, junto con piezas de Pierre Bonnard, Georges Braque, Maurice de Vlaminck, Maurice Denis, Henri Matisse, Henri Rousseau y Paul Signac.
- 1910 : Se funda Hylaea, una asociación ucraniano-rusa de poetas futuristas, en Chornianka, región de Kahovsky, al sur de Ucrania. Los miembros incluyen a David y Vladímir Burliuk, Kamenski, Alekséi Kruchionij, Benedikt Livshits, Vladímir Mayakovski, Velimir Jlébnikov y otros.
- 1913 : Mijailo Semenko funda en Kiev el grupo futurista ucraniano Quero.
- 1914 : Aleksandra Ekster, junto con sus compatriotas ucranianos Archipenko, Vladímir Baranov-Rossiné, Kazimir Malevich, Vadim Meller y los hermanos Burliuk, exponen en la Société des Artistes Indépendants de París y, junto a Archipenko, participan en la Esposizione Libera Futurista Internazionale de Roma.[6]
- 1914 : Aleksandra Ekster y Alexander Bogomazov fundan en Kiev el grupo de artistas cubofuturistas llamado Koltso.
- 1917 : Se funda en Járkov el grupo artístico "Unión de Siete", cuyos miembros incluían a Boris Kosarev, Georgi Tsapok, Volodímir Bobritski y Nikolái Kalmikov .
- 1924 : Instituto de Arte de Kiev (KHI); Los profesores incluyeron a Alexander Bogomazov, Vadym Meller, Víktor Pálmov, Kazimir Malevich y Vladimir Tatlin .
- 1925 : Asociación artística y revista "Avangarde" en Járkov, fundada por Valerian Polishchuk y Vasil Yermilov .
- 1925 : Se funda en Kiev la Asociación de Arte Revolucionario de Ucrania (ARMU); Los miembros incluyen a Mykhailo Boychuk, Alexander Bogomazov, Víktor Pálmov, Vasil Yermilov y Vadim Meller .
- 1927 : Se funda en Kiev la Unión de Artistas Modernos de Ucrania (OSMU), en la que participan Víktor Pálmov, Anatol Petritski y Pavel Golubyitnikov .
- 1927 : En Járkov se fundan la asociación artística y la revista Nueva Generación por M. Semenko, Nina Genke-Meller, Vadim Meller, Anatol Petritski y Geo Shkarupi .

## Personas involucradas

### Cine
- Aleksandr Dovzhenko[7]

### Pintores
- Yevgeni Agafonov
- Alexander Bogomazov
- Aleksandra Ekster
- Mykhailo Boychuk
- Vladimir Burliuk
- David Burliuk
- Mikola Hlushchenko
- Sonia Delaunay
- Oleksandr Hnilitski
- Kazimir Malevich
- Abraham Manievich
- Vadim Meller
- Víktor Pálmov
- Oksana Pavlenko
- Kostiantín Piskorski
- Vasili Sedlyar
- Manuil Shechtman
- María Sinyakova
- Vladimir Tatlin
- Vasil Yermilov
- Nina Genke-Meller

### Escultores
- Oleksandr Arjípenko
- Iván Kavaleridze
- Petró Mitkovicer

### Directores de teatro
- Boris Balaban
- Les Kurbas
- Faust Lopatynsky
- Volodímir Skliarenko
- Mark Tereshchenko
- Januari Bortnik

### Diseñadores de escenarios
- Aleksandra Ekster
- Vadim Meller
- Anatol Petritski
- Alexander Jvostenko-Jvostov
- Mijailo Andrienko-Nechitailo

### Escritores
- Mikola Bazhan
- Miroslav Irchan
- Mikola Jvilovi
- Valerian Polishchuk
- Mijailo Semenko
- Geo Shkurupi
- Oleksa Slisarenko
- Maik Yohansen
- Mijailo Yalovi
- Yuri Yanovski

### Arquitectos
- Pavló Alioshin
- Mark Felger
- Iósip Karakis
- Samuil Kravets
- Vasil Krichevski
- Valerian Rykov
- Serguéi Serafimov

### Compositores
- Borís Liatoshinski
- Zinovi Lisko
- Stefania Turkewich